# Impatiens decipiens
Impatiens decipiens är en balsaminväxtart som beskrevs av Joseph Dalton Hooker. Impatiens decipiens ingår i släktet balsaminer, och familjen balsaminväxter. Inga underarter finns listade i Catalogue of Life.